# Sauber C32
Der Sauber C32 ist der Formel-1-Rennwagen von Sauber Motorsport für die Formel-1-Saison 2013. Er ist der 21. Sauber-Formel-1-Wagen. Der Wagen wurde am 2. Februar 2013 in Hinwil vorgestellt. Die Präsentation wurde auf der Internetplattform Youtube live übertragen.
Die Bezeichnung des Wagens setzt sich, wie bei allen Fahrzeugen von Sauber, aus dem C für Christiane, der Ehefrau von Peter Sauber, gefolgt von einer fortlaufenden Nummer, zusammen.

## Technik und Entwicklung
Der C32 ist das Nachfolgemodell des C31. Der „Nasenhöcker“ wird zum Großteil durch die neu eingeführte Eitelkeitsblende versteckt. Angetrieben wird der von Matt Morris entwickelte Wagen von einem Ferrari-V8-Motor mit 2,4 Liter Hubraum, der eine Leistung von rund 550 kW (≈750 PS) entwickelt. Auch das KERS und das Getriebe stammen von Ferrari. Die Bremsen kommen von Brembo, die Felgen von OZ Racing und die Reifen stellt der Einheitslieferant Pirelli zur Verfügung.
Wie alle Formel-1-Fahrzeuge der Saison 2013 ist der C32 mit KERS und DRS ausgerüstet.
Der C32 ist eine Weiterentwicklung des Vorgängermodells, unterscheidet sich aber optisch deutlich von diesem. Besonders auffällig sind die sehr schmalen Seitenkästen, die für einen deutlich verbesserten Luftfluss zum Heck des Fahrzeugs sorgen. Hierdurch mussten große Änderungen an der Positionierung der dort untergebrachten Elektronik-Komponenten und der Kühler vorgenommen werden. Das Bremssystem wurde vollkommen neu entwickelt. Auch an der Vorderradaufhängung wurden einige Änderungen vorgenommen, man erhofft sich davon eine erhöhte Stabilität des Wagens beim Bremsen. Weitere Veränderungen gab es an der Auspuffanlage und der Hinterradaufhängung, hier wurde der Übergang zwischen Verkleidung und Aufhängung optimiert, um die Auspuffgase effizienter zum Diffusor strömen zu lassen.
Sauber testete in den freien Trainings während der Saison mehrfach ein passives DRS-System am C32, das jedoch im Rennen nicht eingesetzt wurde.

## Lackierung und Sponsoring
Der C32 ist grau lackiert. Für rote Farbakzente sorgt der Sponsor Claro, für blaue NEC und Telmex. Mit Telcel wirbt ein zweites Kommunikationsunternehmen des mexikanischen Milliardärs Carlos Slim Helú auf dem Fahrzeug, außerdem sind Aufkleber von œrlikon auf dem C32 zu finden.

## Fahrer
Sauber tritt in der Saison 2013 mit zwei neuen Fahrer an: Nico Hülkenberg fuhr in der Vorsaison noch für Force India, Esteban Gutiérrez wurde Dritter in der GP2-Serie.

## Saison 2013
Der Saisonstart verlief für das Sauber-Team schlecht. Am Fahrzeug von Nico Hülkenberg gab es Probleme mit dem Tanksystem, sodass man aus Sicherheitsgründen nicht startete. Esteban Gutiérrez fuhr bei seinem ersten Grand Prix auf Position 13. In den ersten zehn Rennen der Saison hatte das Team lediglich sieben Punkte erreicht. Nachdem die Reifen zum Großen Preis von Ungarn von Pirelli auf den Stand der Vorsaison gebracht wurden, stabilisierte sich Sauber und fuhr regelmäßig in die Punkteränge. Hülkenberg erreichte beim von Großen Preis von Korea mit Platz vier das beste Saisonergebnis für das Team, das am Saisonende mit 57 Punkten Platz sieben in der Konstrukteurs-Weltmeisterschaft belegte.

## Ergebnisse
| Fahrer               | Nr.                  | 1   | 2  | 3   | 4  | 5  | 6  | 7   | 8  | 9  | 10  | 11 | 12 | 13 | 14 | 15 | 16  | 17 | 18 | 19 | Punkte | Rang |
| -------------------- | -------------------- | --- | -- | --- | -- | -- | -- | --- | -- | -- | --- | -- | -- | -- | -- | -- | --- | -- | -- | -- | ------ | ---- |
| Formel-1-Saison 2013 | Formel-1-Saison 2013 |     |    |     |    |    |    |     |    |    |     |    |    |    |    |    |     |    |    |    | 57     | 7.   |
| N. Hülkenberg        | 11                   | DNS | 8  | 10  | 12 | 15 | 11 | DNF | 10 | 10 | 11  | 13 | 5  | 9  | 4  | 6  | 19* | 14 | 6  | 8  | 57     | 7.   |
| E. Gutiérrez         | 12                   | 13  | 12 | DNF | 18 | 11 | 13 | 20* | 14 | 14 | DNF | 14 | 13 | 12 | 11 | 7  | 15  | 13 | 13 | 12 | 57     | 7.   |

| Legende  | Legende            | Legende                                                          |
| Farbe    | Abkürzung          | Bedeutung                                                        |
| -------- | ------------------ | ---------------------------------------------------------------- |
| Gold     | –                  | Sieg                                                             |
| Silber   | –                  | 2. Platz                                                         |
| Bronze   | –                  | 3. Platz                                                         |
| Grün     | –                  | Platzierung in den Punkten                                       |
| Blau     | –                  | Klassifiziert außerhalb der Punkteränge                          |
| Violett  | DNF                | Rennen nicht beendet (did not finish)                            |
| Violett  | NC                 | nicht klassifiziert (not classified)                             |
| Rot      | DNQ                | nicht qualifiziert (did not qualify)                             |
| Rot      | DNPQ               | in Vorqualifikation gescheitert (did not pre-qualify)            |
| Schwarz  | DSQ                | disqualifiziert (disqualified)                                   |
| Weiß     | DNS                | nicht am Start (did not start)                                   |
| Weiß     | WD                 | zurückgezogen (withdrawn)                                        |
| Hellblau | PO                 | nur am Training teilgenommen (practiced only)                    |
| Hellblau | TD                 | Freitags-Testfahrer (test driver)                                |
| ohne     | DNP                | nicht am Training teilgenommen (did not practice)                |
| ohne     | INJ                | verletzt oder krank (injured)                                    |
| ohne     | EX                 | ausgeschlossen (excluded)                                        |
| ohne     | DNA                | nicht erschienen (did not arrive)                                |
| ohne     | C                  | Rennen abgesagt (cancelled)                                      |
| ohne     | keine WM-Teilnahme |                                                                  |
| sonstige | P/fett             | Pole-Position                                                    |
| sonstige | 1/2/3/4/5/6/7/8    | Punktplatzierung im Sprint-/Qualifikationsrennen                 |
| sonstige | SR/kursiv          | Schnellste Rennrunde                                             |
| sonstige | *                  | nicht im Ziel, aufgrund der zurückgelegten Distanz aber gewertet |
| sonstige | ()                 | Streichresultate                                                 |
| sonstige | unterstrichen      | Führender in der Gesamtwertung                                   |